# 3-ヒドロキシアントラニル酸オキシダーゼ
3-ヒドロキシアントラニル酸オキシダーゼ（3-hydroxyanthranilate oxidase）は、次の化学反応を触媒する酸化還元酵素である。
3-ヒドロキシアントラニル酸 + O2 {\displaystyle \rightleftharpoons } 6-イミノ-5-オキソシクロヘキサ-1,3-ジエンカルボン酸 + H2O2
反応式の通り、この酵素の基質は3-ヒドロキシアントラニル酸とO2、生成物は6-イミノ-5-オキソシクロヘキサ-1,3-ジエンカルボン酸とH2O2である。
組織名は3-hydroxyanthranilate:oxygen oxidoreductaseで、別名に3-hydroxyanthranilic acid oxidaseがある。